# Titularerzbistum Tyrus
Das Erzbistum Tyrus ist ein Titularerzbistum der römisch-katholischen Kirche.
Das Erzbistum wurde spätestens 1124 errichtet und umfasste die Stadt und das Umland von Tyrus. Seit Tyrus 1291 von den muslimischen Mamluken erobert wurde, ist das Erzbistum ein Titularerzbistum.

## Erzbistum
Vor den Kreuzzügen unterstand der Bischof von Tyrus traditionell dem Patriarchen von Antiochien, aber als Teil des Königreichs Jerusalem und nicht des Fürstentums Antiochia wurde es dem Lateinischen Patriarchat von Jerusalem zugeordnet. Zum Erzbistum gehörte die Diözese Phoenicia. Der bekannteste Erzbischof von Tyrus war der Historiker Wilhelm von Tyrus (1175–1186). Traditionell war der Patriarch erst Erzbischof von Tyrus oder Caesarea Maritima.
Suffraganbistümer waren:
- Bistum Beirut
- Bistum Sidon
- Bistum Banyas
- Bistum Akko

## Bischöfe

### Erzbischöfe
- Odo (?–1124)
- Wilhelm (1127–1134)
- Fulko (1135–1146)
- Radulf (1146–1148; seine Wahl wurde nicht bestätigt)
- Peter (1148–1164)
- Friedrich von La Roche (1164–1174)
- Wilhelm von Tyrus (1174–1186)
- unbekannt einige spätere Erzbischöfe wurden vermutlich in Europa nach dem Fall Jerusalems ernannt
- Joscius (vor 1189 – um 1198)
- Clarembaut (um 1203)
- Simon von Maugastel (1216–1227)
- Peter von Sergines († 1244)
- Philipp (nach 1244)
- Nikolaus Larcat (um 1253?)
- Gilles von Saumur (1253–1266)
- Johannes (?–1272?)
- Bonacourt (?–1290?)

### Titularerzbischöfe
| Titularerzbischöfe von Tyrus |                                                                   |                                           |                    |                    |
| Nr.                          | Name                                                              | Amt                                       | von                | bis                |
| 1                            | Diego Guzmán de Haros                                             | Patriarch von Westindien                  | 14. März 1616      | 15. September 1625 |
| 2                            | Antonio Manrique de Guzmán                                        | Patriarch von Westindien                  | 15. Dezember 1670  |                    |
| 3                            | Pedro Portocarrero y Guzmán                                       | Patriarch von Westindien                  | 20. November 1691  | † 1708             |
| 4                            | Giovanni Battista Altieri der Jüngere                             |                                           | 12. Juni 1724      | 20. November 1724  |
| 5                            | Giovanni Andrea Tria                                              | emeritierter Bischof von Larino (Italien) | 20. Dezember 1740  | 16. Januar 1761    |
| 6                            | Octavius Antonius Baiardi                                         |                                           | 16. Februar 1761   | 7. März 1764       |
| 7                            | Josephus Simon Assemani                                           |                                           | 1. Dezember 1766   | 13. Januar 1768    |
| 8                            | Innocenzo Conti                                                   |                                           | 18. Dezember 1769  | 15. November 1785  |
| 9                            | Vincenzo Ranuzzi                                                  |                                           | 11. September 1775 | 14. Februar 1785   |
| 10                           | Annibale Francesco Clemente Melchiore Girolamo Nicola della Genga | Apostolischer Nuntius                     | 21. Februar 1794   | 8. März 1816       |
| 11                           | Giacomo Giustiniani                                               | Apostolischer Nuntius                     | 14. April 1817     | 2. Oktober 1826    |
| 12                           | Charles-Joseph-Benoît d’Argenteau                                 | Apostolischer Nuntius                     | 2. Oktober 1826    | 16. November 1879  |
| 13                           | Domenico Maria Jacobini                                           | Apostolischer Nuntius                     | 4. August 1881     | 22. Juni 1896      |
| 14                           | Victor-Jean-Joseph-Marie van den Branden de Reeth                 | Weihbischof in Mecheln (Belgien)          | 25. November 1897  |                    |
| 15                           | Franz Xaver Nagl                                                  | Koadjutorerzbischof von Wien (Österreich) | 19. Januar 1910    | 5. August 1911     |
| 16                           | Vittorio Amedeo Ranuzzi de’ Bianchi                               | Kurienkardinal                            | 27. November 1911  | 16. Februar 1927   |
| 17                           | Rodolfo Caroli                                                    | Apostolischer Nuntius                     | 8. Mai 1917        | 25. Januar 1921    |
| 18                           | Pietro Benedetti                                                  | Apostolischer Delegat                     | 10. März 1921      | 7. September 1930  |
| 19                           | Egidio Lari                                                       | Apostolischer Delegat                     | 1. Juni 1931       | 17. November 1965  |
| 20                           | Bruno Wüstenberg                                                  | Apostolischer Nuntius                     | 24. Oktober 1966   | 31. Mai 1984       |